# 플러드 (헤일로)
플러드(Flood)는 헤일로 멀티미디어 프랜차이즈의 주요 적대자 중 하나인 가상의 기생 외계 생명체이다. 2001년 비디오 게임 헤일로: 컴뱃 이볼브드에서 처음 소개된 이후, 헤일로 2, 헤일로 3, 헤일로 워즈와 같은 시리즈의 후속작에서도 등장한다. 플러드는 충분한 크기의 모든 지각 있는 생명체를 감염시키려는 욕구에 의해 움직이며, 플러드에 감염된 생명체(역시 플러드라고 불림)는 다른 숙주를 감염시킬 수 있다. 이 기생 생물은 고대 선조들이 이를 저지하기 위해 할로라고 알려진 인공 링월드 슈퍼 무기를 건설하고, 최후의 수단으로 은하계의 모든 지각 있는 생명체를 죽여 플러드의 확산을 굶겨 막으려 할 정도로 위협적인 존재로 묘사된다.
플러드의 디자인과 이야기는 번지(Bungie) 아티스트 로버트 맥리스(Robert McLees)가 주도했으며, 그는 번지의 이전 게임에서 사용되지 않은 개념에서 출발하여 개인적인 경험에서 영감을 받았다. 첫 번째 게임의 배경인 링월드 헤일로는 게임 중반에 플러드가 갑자기 나타나는 것을 더욱 놀랍게 만들기 위해 많은 대형 생명체들을 제거했다. 번지 환경 아티스트 빅 딜레온(Vic DeLeon)은 6개월의 사전 제작 기간 동안 플러드의 육체적인 미학을 다듬고, 헤일로 3를 위해 플러드에 감염된 우주선의 유기적인 내부를 디자인했다.
헤일로: 컴뱃 이볼브드에서 플레이어가 플러드를 발견하는 것은 주요 반전이며, 비평가들이 긍정적으로 평가한 놀라움 중 하나였다. 헤일로 2와 헤일로 3에서 플러드의 귀환은 덜 열정적으로 칭찬받았다. 플러드 자체에 대한 반응은 긍정적이었으며, 비디오 게임 잡지에서 가장 위대한 비디오 게임 악당 중 하나로 꾸준히 선정되었다.

## 개발
플러드는 충분한 크기의 모든 지각 있는 생명체를 감염시키는 기생 생물로 묘사된다. 작고 둥근 감염 형태는 살아 있거나 죽은 적절한 숙주를 찾아 대상에게 파고들어 플러드의 통제하에 둔다. 신체의 크기나 상태에 따라 감염 형태는 무력한 숙주를 더 많은 먹이를 얻기 위한 끊임없는 욕구에 따라 다양한 특수 형태로 변이시킨다. 더 큰 숙주는 전투 형태로 변모하여 길고 채찍 같은 촉수를 성장시키고, 훼손되거나 사용되지 않는 숙주는 더 많은 감염 형태를 위한 배양기가 된다. 플러드는 또한 플러드를 조율하기 위해 "키 마인드(key minds)"라고 알려진 형태를 만들며, 여기에는 플러드 진화의 정점인 "그레이브마인드(Graveminds)"가 포함된다.
플러드는 번지 (기업)가 2001년 비디오 게임 헤일로: 컴뱃 이볼브드를 개발하는 초기에 추가되었다. 플러드 형태 중 하나의 디자인은 1997년에 이미 나타났다. 플러드의 기원에 대해 번지 직원이자 게임 디자이너 크리스 부처(Chris Butcher)는 "은하계를 휩쓸던 제국을 종식시킨 잊혀진 위험으로서의 플러드라는 아이디어는 좋은 SF의 매우 근본적인 원칙이다. 그리고 나쁜 SF에도 마찬가지다."라고 언급했다. 영감 중 하나는 크리스토퍼 로울리의 뱅(The Vang) 시리즈였다. 플러드의 초기 디자인은 번지 아티스트이자 작가인 로버트 맥리스가 맡았는데, 그는 스스로를 플러드의 "건축가"라고 생각한다. 플러드의 뿌리는 맥리스가 이전에 작업한 번지 게임 마라톤 2: 듀란달의 "곰팡이 좀비" 콘셉트 아트에 반영되어 있다. 맥리스는 플러드의 모든 초기 콘셉트 아트를 담당하기도 했다.
바이러스와 특정 박테리아의 행동을 기반으로 한 플러드는 "역겹고 불쾌한" 존재로 의도되었다. 맥리스는 자신의 사촌의 감염된 엄지손가락에 대한 기억을 바탕으로 플러드의 한 형태를 모델링했고, 윙윙거리는 감염 형태의 실루엣은 맥리스가 어렸을 때 읽었던 리틀 골든 북 중 하나에 나오는 날아다니는 야자수라는 더 무해한 원천에서 나왔다. 더 큰 생물들은 이전 전투원들의 시체와 몸으로 구성되었기 때문에, 예술가들은 플러드 병사들이 인식 가능하면서도 감염되지 않은 병사들과 구별되도록 실루엣을 충분히 변경해야 했다. 많은 개념과 아이디어는 시간 제약으로 인해 폐기되었다. 처음에는 플러드가 외계인 코버넌트의 모든 종을 병사로 전환하도록 의도되었다. 맥리스는 "우리는 그것을 실현할 자원이 없었다"고 회상하며, 일부 코버넌트가 전투 병사로 사용되기에는 너무 작거나 너무 허약하다는 내용을 게임의 이야기에 추가했다. 절차적으로 다른 플러드 형태를 만들 수 없는 기술적 한계는 플러드가 수년간의 시행착오를 통해 숙주 형태를 최적화하여 개발자들이 유사한 모델의 반복적인 사용을 모호하게 하는 데 사용한 표준화된 템플릿을 만들었다는 게임의 이야기에 영향을 미쳤다. 마찬가지로, 플러드 적 인공지능은 게임의 다른 적대 세력만큼 복잡하게 의도되었지만, 완전한 구현은 시간 부족으로 잘렸다. 원래 헤일로 환경에 서식했던 공룡과 같은 육상 야생 동물은 게임 플레이 제약과 그들의 존재가 플러드의 놀라움과 영향을 줄일 것이라는 우려 때문에 삭제되었다.
번지는 헤일로 3를 위해 플러드의 새로운 시각 언어가 필요하다고 결정했다. 새로운 플러드 형태, 유기적인 플러드 지형, 그리고 기타 변경 사항을 개발하는 작업은 당시 번지의 시니어 환경 아티스트였던 빅 딜레온에게 맡겨졌다. 게임에서 새로운 변형 플러드 유형이 된 "순수 형태"의 초기 콘셉트에는 촉수를 통해 다양한 무기를 휘두르는 생명체들이 있었으며, 플러드 감염자 및 플러드 수송기 콘셉트와 같은 형태는 최종 게임에 포함되지 않았다. 순수 형태는 세 가지 완전히 다른 모습 사이를 변형해야 했으며, 3D로 개발 및 애니메이션화되었을 때 그럴듯하면서도 멋진 변형을 만드는 것은 어려웠다. 아티스트 시 카이 왕(Shi Kai Wang)은 결국 너무 많은 것을 시도했고 그 결과는 그들이 원했던 것보다 못했다고 말했다.
플러드에 감염된 구조물은 플러드 생체량과 균형을 맞추기 위해 각지게 설계되었으며, 게임의 인공지능이 이용하고 이동할 수 있는 표면을 제공했다. 새로운 추가물은 다목적으로 설계되었다. 플러드 형태를 뿜어내는 폭발하는 "성장 꼬투리(growth pods)"는 게임의 속도를 조절하고 즉각적인 액션을 제공하며 시각적 효과를 더하기 위해 추가되었다. 내시경 사진이 추가적인 영감을 주었다. 헤일로 3는 플러드에 새로운 능력을 추가했는데, 여기에는 기생 생물이 실시간으로 적을 감염시키는 능력이 포함되었다. 번지는 헤일로 3의 향상된 그래픽 용량을 사용하여 숙주가 플러드 형태로 갑자기 변하는 것을 더욱 극적으로 만들었다. 두 개의 다른 캐릭터 모델과 골격이 실시간으로 융합되고 교체되었다.

## 등장

### 게임
플러드는 헤일로: 컴뱃 이볼브드의 "343 길티 스파크" 임무 중 게임의 절반 이상을 진행한 시점에서 처음 등장한다. 적대적인 외계 종족 코버넌트로부터 도망치던 인간 그룹이 외계 종족 선조가 건설한 링월드 "헤일로"에 착륙한다. 인공지능 코타나는 슈퍼 솔저인 마스터 치프를 보내 무기 저장고를 찾던 중 늪지에서 사라진 그들의 함장 제이콥 키예스를 찾으라고 지시한다. 마스터 치프는 코버넌트가 실수로 플러드를 풀어줬다는 것을 발견한다. 키예스의 부대는 기생 생물의 병사가 되고, 키예스는 지구의 위치를 알아내기 위해 플러드에게 심문당하다가 결국 동화된다. 플러드의 출현은 헤일로의 관리 인공지능인 343 길티 스파크가 플러드 확산을 막기 위해 헤일로의 방어 시스템을 활성화하는 데 마스터 치프의 도움을 요청하게 만든다. 마스터 치프는 헤일로를 활성화하면 플러드 확산을 막기 위해 은하계의 모든 지각 있는 생명체를 전멸시킬 것이라는 것을 알게 되자, 코타나와 함께 인간 우주선 필러 오브 오텀의 엔진을 폭파시켜 링을 파괴하고 플러드가 탈출하는 것을 막는다.
플러드는 2004년 출시된 헤일로 2에서 "델타 헤일로"라고 불리는 또 다른 헤일로 링에 다시 나타난다. 델타 헤일로의 플러드는 링의 깊숙한 곳에 거주하는 거대한 플러드 지능인 그레이브마인드가 이끈다. 그레이브마인드는 마스터 치프와 코버넌트의 신성한 전사인 아비터를 한데 모아 링을 활성화하려는 코버넌트 지도부를 막는 임무를 부여한다. 한편, 그레이브마인드는 인간 우주선 인 앰버 클레드(In Amber Clad)를 감염시켜 코버넌트 우주 정거장 하이 채리티(High Charity)에 충돌시킨다. 그곳에서 플러드는 도시를 휩쓸고, 그레이브마인드는 코타나를 붙잡는다. 플러드가 확산되면서 코버넌트는 기생 생물이 감옥을 벗어나지 못하도록 봉쇄를 형성한다.
플러드는 2007년 헤일로 3에서 다시 나타나는데, 손상된 하이 채리티 호에 탑승하여 델타 헤일로 주변의 격리 구역을 벗어나 진리의 예언자를 따라 지구의 선조 포털로 이동한다. 지구의 감염은 막혔지만, 진리의 예언자와 하이 채리티는 모두 포털을 통해 아크(Ark)라고 알려진 선조 시설로 이동한다. 그레이브마인드는 마스터 치프와 아비터를 조종하여 플러드와 동맹을 맺고 진리의 예언자가 헤일로 어레이를 활성화하는 것을 막는다. 아비터가 진리의 예언자를 죽였지만, 그레이브마인드는 그들을 배신한다. 마스터 치프는 하이 채리티의 중심부로 진격하여 코타나를 해방하고 도시를 파괴하지만, 그레이브마인드는 아크에서 건설 중인 헤일로에서 자신을 재건하려고 시도한다. 아크의 위치가 은하수 밖에 있어 링을 활성화하면 지역 플러드 감염만 파괴될 것이라는 것을 깨달은 마스터 치프, 아비터, 코타나는 헤일로의 제어실로 가서 링을 활성화하고 탈출한다.
플러드는 비디오 게임 스핀오프인 헤일로 워즈와 헤일로 워즈 2에서도 등장한다. 헤일로 워즈에서는 선조 시설을 감염시키고 결국 인간 우주선 스피릿 오브 파이어 승무원들의 행동으로 전멸한다. 헤일로 워즈 2 확장팩 "악몽 깨우기(Awakening the Nightmare)"에서는 살아남은 플러드가 버니시드(Banished)가 하이 채리티의 남은 잔해를 회수하는 동안 실수로 풀려난다. 이 확장팩에는 이전 게임에서 볼 수 있었던 플러드 유형과 함께 새로운 플러드 유형이 등장한다. 플러드는 또한 헤일로 워즈 2와 헤일로: 마스터 치프 컬렉션의 협동 "파이어파이트" 모드에서도 적으로 등장한다. 플러드는 헤일로: 스파르탄 어썰트의 협동 플레이에도 나타난다.
헤일로 3에서는 개발자들이 "감염"이라는 멀티플레이어 게임 유형을 추가했는데, 이는 팬이 만든 시나리오를 기반으로 한 최후의 1인 모드로, 인간 플레이어가 적 플레이어로부터 방어하며, 사망한 인간 한 명당 감염된 자의 수가 늘어난다. 이 게임 모드는 헤일로: 리치 (2010), 헤일로 4 (2012)에서 "플러드"로 이름이 변경되어 다시 등장했고, 헤일로: 마스터 치프 컬렉션 (2014), 헤일로 5: 가디언즈 (2015), 그리고 헤일로 인피니트 (2021)에도 재등장했다.

### 다른 미디어
2006년 선집 더 헤일로 그래픽 노벨은 두 가지 이야기, "인피닛 서커의 마지막 항해(Last Voyage of the Infinite Succor)"와 "방역 돌파(Breaking Quarantine)"를 통해 헤일로: 컴뱃 이볼브드의 사건 동안 플러드가 풀려나는 것을 확장하여 보여준다. 게임에서는 플러드가 지능적이라는 점만 암시되지만, 헤일로 그래픽 노벨에서는 플러드가 숙주의 지식을 빠르게 동화시키는 집단 의식을 가지고 있음을 보여준다. "인피닛 서커의 마지막 항해"의 작가 리 해먹은 이야기의 기반이 플레이어가 만나서 총을 쏘는 대상이 아닌, 지능적인 위협으로서 플러드의 진정한 위험을 보여주는 방법이라고 설명했다. 해먹은 또한 이 이야기가 플러드의 지능적인 본성을 증명하고 "그들이 단지 우주 좀비에 불과하다는 생각을 희망적으로 제거할 것"이라고 말했다. 플러드의 위협은 헤일로 에볼루션스 선집의 단편 "모나 리자"에서도 강조되며, 이 작품은 나중에 모션 코믹스로 각색되었다.
플러드는 그렉 베어의 소설 삼부작인 선조 사가에서도 비중 있게 다루어지며, 이 소설은 주 게임의 사건들보다 수천 년 전에 일어난 일들을 배경으로 한다. 소설 『헤일로: 사일런티움』은 플러드가 종의 진화를 가속화하고 은하계를 형성했다고 알려진 고대 종족 선구자들의 잔해임을 밝힌다. 선조들은 선구자들을 전복시켰고, 멸종 위기에 처한 일부 선구자들은 스스로를 과거의 모습으로 재생될 생물학적 분말로 변모시켰다. 시간이 지나면서 분말은 결함이 생겨 돌연변이성을 띠게 되었고, 다른 생명체와 반응하여 결국 플러드로 변이되었다. 플러드는 고대 인류를 위협했고, 그 후 선조들을 위협했으며, 선조들은 결국 기생 생물의 확산을 막기 위해 헤일로 어레이를 건설하고 활성화했다.
플러드는 헤일로 실사 드라마 시즌 2의 피날레에 등장한다. 폴리곤의 리뷰는 쇼의 묘사가 게임보다 전통적인 좀비에 더 가깝다고 언급했다.

## 분석

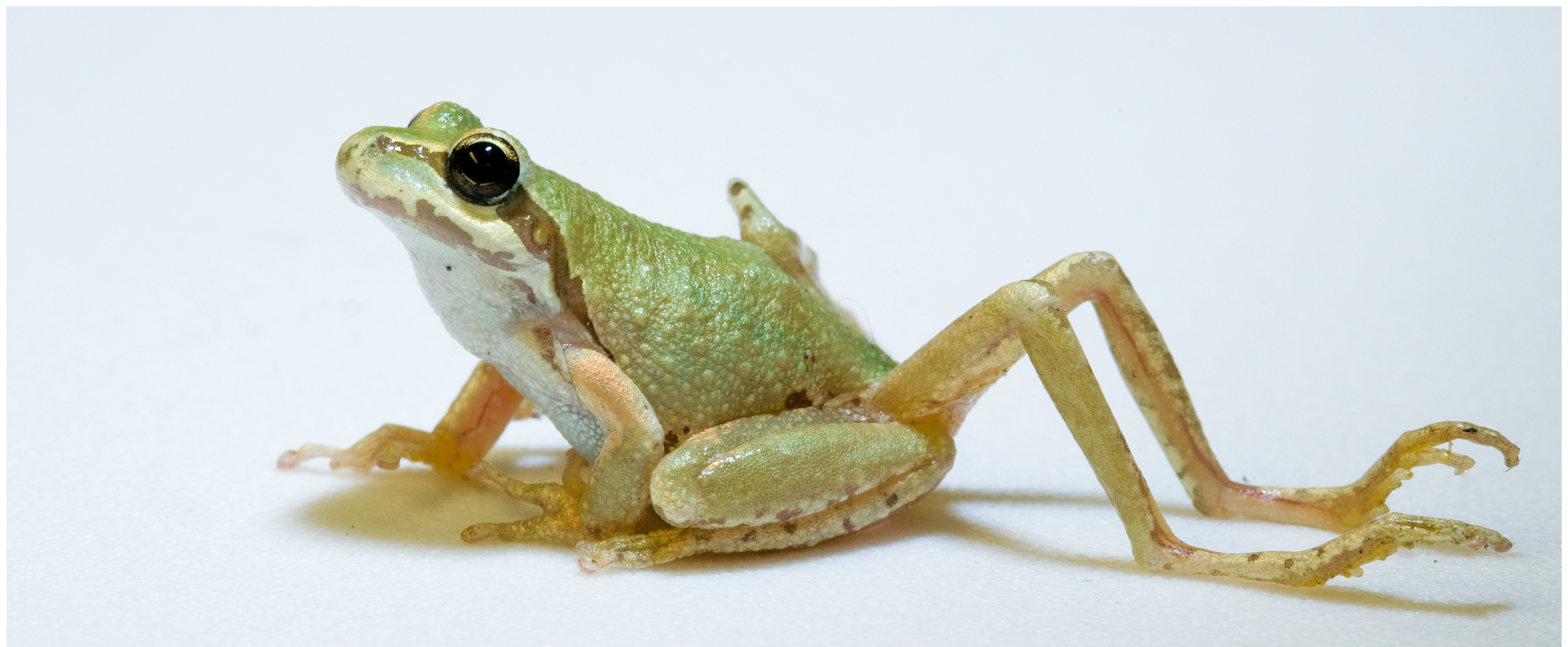
리베이로이아에 감염된 이 개구리는 플러드 전투 형태와 유사한 사지 변형을 보인다.

플러드라는 이름은 헤일로 프랜차이즈에 등장하는 많은 이름들 중 종교적 이야기에서 따온 것이다. 플러드, 특히 그레이브마인드는 악마적인 또는 사탄적인 인물로 등장하며, 마스터 치프가 플러드를 만나기 위해 헤일로의 깊은 곳으로 내려가는 것은 지옥으로의 여정에 비유될 수 있다. 학자 P. C. 폴리슨은 '플러드'라는 이름이 성경적 대홍수를 암시하며, 선조의 아크는 성경과 유사하게 플러드의 파괴적이고 정화적인 힘으로부터 피난처 역할을 한다고 지적한다.
플러드의 생명 주기와 기생적 특성은 실제 기생충의 행동과 유사하다. 플러드가 유도하는 생리적 변화는 레우코클로리디움 파라독섬에 감염된 숙주의 변형된 눈자루 또는 리베이로이아에 감염된 양서류의 기형 사지를 연상시킨다. 플러드가 주변 환경을 변화시키는 습성은 기생벌 히메노에피메시스 아르기라파가가 거미줄을 보호 수단으로 사용하는 것과 유사하다.

## 문화적 영향
헤일로: 컴뱃 이볼브드에서 플러드의 깜짝 등장은 중요한 스토리 반전으로 여겨졌으며 게임을 여러 번 플레이한 후에도 무서운 순간으로 평가되었다. 가마수트라는 비디오 게임 줄거리에 대해 쓰면서 플러드를 헤일로 이야기의 중요한 반전이자 줄거리의 반전이 게임을 더 흥미롭게 만드는 방법의 예로 들었다. 롤링 스톤과 Kotaku는 플러드의 등장을 게임이 플레이어를 긴장시키고 전략을 조정하도록 강요하는 훌륭한 방법으로 평가했으며, 롤링 스톤은 이 반전을 "마치 팩맨 게임을 몇 단계 진행했는데 갑자기 점들이 공격하기 시작한 것과 같은" 충격이라고 불렀다. IGN은 플러드를 역대 가장 좋아하는 비디오 게임 괴물 중 하나로 묘사하며 "우리는 플러드를 좋아하지만, 그들을 매우 많이 싫어한다"고 말했다.
헤일로에서 긍정적인 평가를 받았음에도 불구하고, 헤일로 2와 헤일로 3에서 플러드의 등장에 대한 반응은 엇갈렸다. 온라인 평론가 패널은 플러드가 헤일로 2에 명백한 이유 없이 나타났으며, 단순히 플레이하기 "성가시다"고 묘사되었다고 지적했다. Gamecritics.com의 다니엘 바이센베르거(Daniel Weissenberger)는 헤일로 3에 대한 리뷰에서 플러드가 그 어느 때보다 좋아 보였음에도 불구하고, 플레이어에게 돌진하는 단일 전략이 시간이 지남에 따라 지루해졌다고 언급했다. 게임스레이더의 찰리 배럿(Charlie Barratt)은 플러드를 헤일로의 최악의 부분으로 꼽았으며, 플러드가 나타나기 전의 재미있고 활기차며 개방적인 레벨과 제한된 공간 및 예측 가능한 적들을 대조시켰다.
플러드는 위자드 매거진, 게임데일리, 기네스 세계 기록 게이머 에디션, PC 월드, 그리고 일렉트로닉 게이밍 먼슬리가 선정한 가장 위대한 게임 악당 중 하나로 인정받았다. MTV는 헤일로 3에서 플러드의 빙의를 2007년의 "위대한 게임 순간" 중 하나로 꼽으며, 다음과 같이 말했다. "엑스박스 360의 그래픽 파워로, 이 재활성화는 이전 게임에서보다 더욱 생생하고 고통스럽게 살아난다. 여기 게임 속 좀비들이 그들이 가장 못하는 짓을 하고 있다. [...] 잔혹하고 잊을 수 없는 장면이다." IGN은 플러드를 가장 싫어하는 비디오 게임 악당 중 하나로 묘사하며 45번째로 꼽았다.
플러드는 헤일로 관련 상품에도 등장하는데, 조이라이드 스튜디오(Joyride Studios)에서 컴뱃 이볼브드와 헤일로 2를 위해 제작한 액션 피겨가 있다. 피겨에 대한 한 리뷰는 조이라이드의 모델이 플러드의 으스스한 질감과 세부 묘사를 완전히 담아내지 못했다고 평가했다. 다른 플러드 액션 피겨와 장난감은 맥팔레인 토이즈, 메가 블록스, 재즈웨어즈에서 출시되었다. 다른 상품으로는 엑스박스 360 아바타 소품과 마스터 치프가 플러드 형태와 싸우는 한정판 은도금 동상이 있다.